# Sumokształtne
Sumokształtne (Siluriformes) – rząd ryb promieniopłetwych (Actinopterygii), pierwotnie słodkowodnych, o dużym zróżnicowaniu pod względem morfologicznym i biologicznym. Obejmuje ponad 3700 gatunków, z których wiele ma duże znaczenie gospodarcze – większe są poławiane w celach konsumpcyjnych, komercyjnie i sportowo, a gatunki o niewielkich rozmiarach są popularne w akwarystyce. Uwzględniając zapis kopalny, sumokształtne są znane ze wszystkich kontynentów. Najstarsze znane otolity sumokształtnych pochodzą z pokładów górnej kredy. Siluriformes stanowią takson siostrzany strętwokształtnych. Dawniej klasyfikowane były w randze podrzędu o nazwie sumowce (Siluroidei) w karpiokształtnych.

## Zasięg występowania
W zapisie kopalnym znane są ze wszystkich kontynentów (z wyjątkiem Australii). Z Antarktydy opisano ich skamieniałości pochodzące z eocenu i oligocenu. Występują w wodach słodkich, słonych i słonawych. Współcześnie żyjące gatunki rozprzestrzeniły się po całym świecie, najliczniej występują w wodach słodkich obydwu Ameryk (ponad 2050 gatunków), poza tym zasiedliły Afrykę, Europę i Azję. Rodziny Ariidae i Plotosidae to ryby głównie morskie, ale niektórzy ich przedstawiciele są częstymi gośćmi wód słonawych, przybrzeżnych, czasem wpływają do rzek na całym świecie, w tym Australii.

## Cechy charakterystyczne
Ciało pokryte płytkami kostnymi lub nagie (bez łusek). W czaszce brak kości spójkowej, podpokrywowej i gnykowej brzusznej. Płetwa grzbietowa i płetwy piersiowe z kolcem, który często jest gruby, twardy, a u wielu gatunków stanowi element mechanizmu blokującego. Kolce, zwłaszcza w płetwie grzbietowej, mogą być połączone z gruczołem jadowym. Heteropneustes fossilis z Indii jest znany z agresywnych zachowań wobec ludzi i ryb, a skaleczenie jego kolcem jest bolesne i potencjalnie niebezpieczne. Skaleczenia kolcem Plotosus lineatus mogą spowodować śmierć.

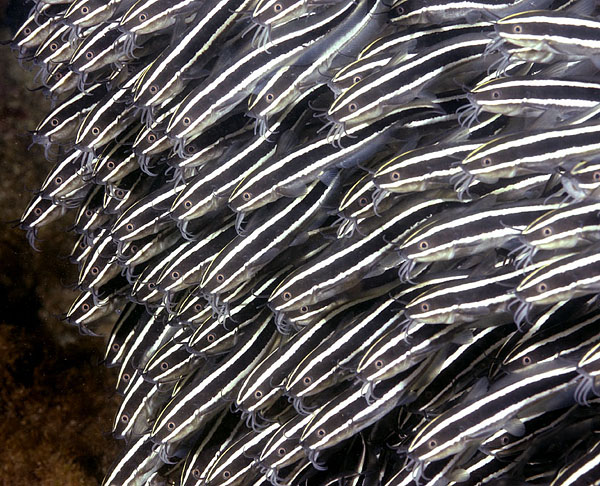
Potencjalnie niebezpieczny dla człowieka Plotosus lineatus

U większości gatunków występuje płetwa tłuszczowa. Pysk niewysuwalny, kości szczękowe większości (poza Diplomystidae i †Hypsidoridae) nieuzębione. Na głowie zwykle do czterech par wąsików: jedna para wąsików nosowych, jedna szczękowych i dwie żuchwowe (podbródkowe). Oczy z reguły małe. Obecny aparat Webera. Pęcherz pławny otwarty, dwukomorowy. Brak ości. W płetwie ogonowej występuje do 18 (zwykle 17) promieni głównych. Liczba kręgów: od 15 do 100 .
Długość ciała wielu sumokształtnych nie przekracza 12 cm. Paraiba (Brachyplatystoma filamentosum) osiąga 3,6 m, sum pospolity (Silurus glanis) do 3 m długości (sporadycznie spotykane były większe), a niewiele mniejsze są niektóre Pangasiidae i Pimelodidae.
U gatunków żyjących w wartkim nurcie górskich rzek wytworzyły się przyssawki – narządy czepne umożliwiające przyssanie się do podłoża. Gatunki zasiedlające zbiorniki zamulone, o niskiej zawartości tlenu wytworzyły dodatkowe narządy oddechowe (narząd nadskrzelowy u Clariidae i Heteropneustidae), stanowiące przystosowanie do oddychania powietrzem atmosferycznym. Kilka rodzajów w różnych rodzinach sumokształtnych obejmuje ryby zasiedlające zbiorniki podziemne – jaskinie i zbiorniki artezyjskie. Ich oczy są w różnym stopniu zredukowane.
Wiele sumów zakłada gniazda i opiekuje się ikrą, a niektóre również potomstwem. Większość wiedzie drapieżniczy tryb życia, rzadziej żywią się roślinnością, a kilka gatunków (w tym kandyra) pasożytuje na innych rybach.

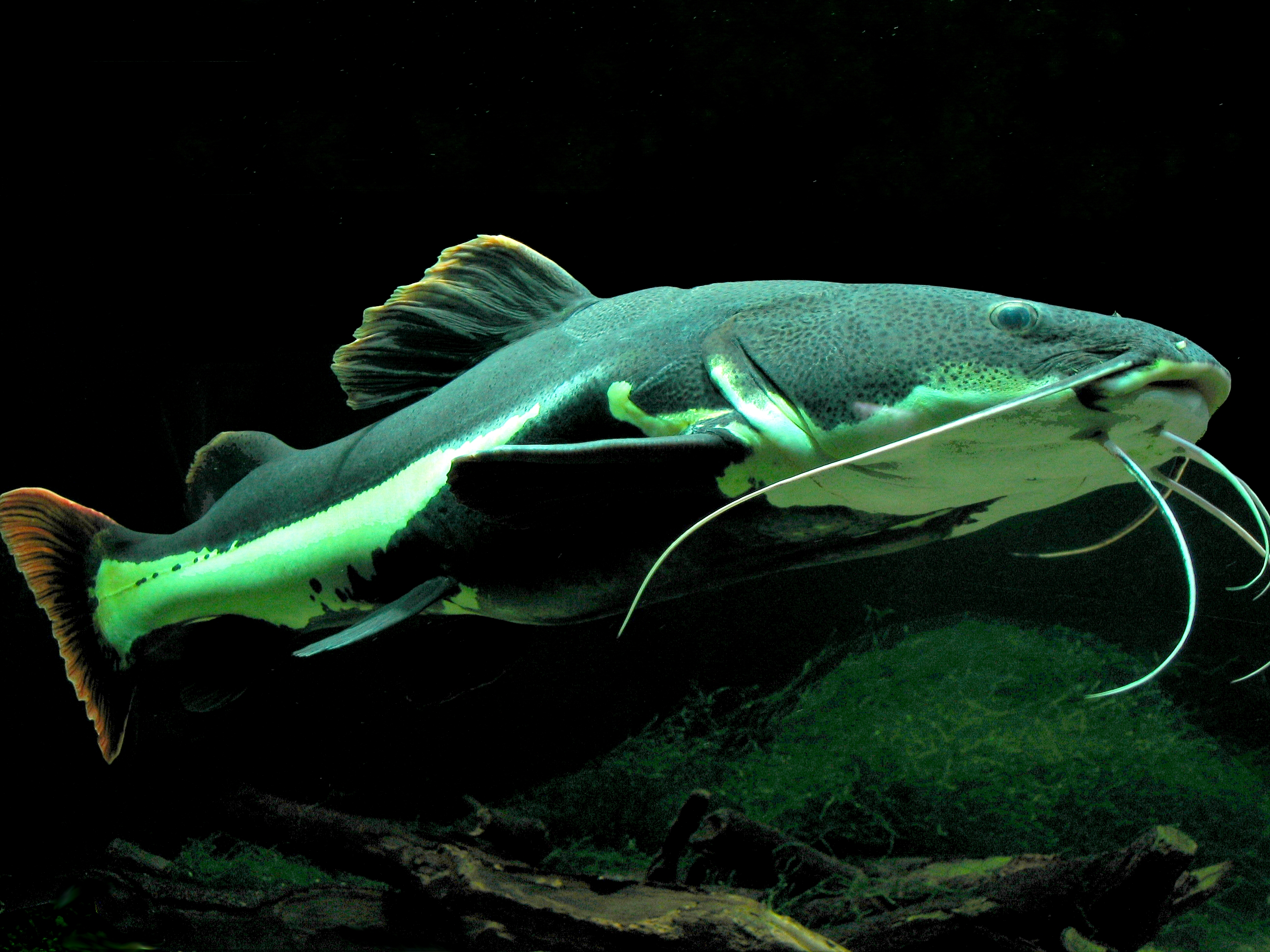
Słodkowodny sum czerwonoogonowy (Phractocephalus hemioliopterus)

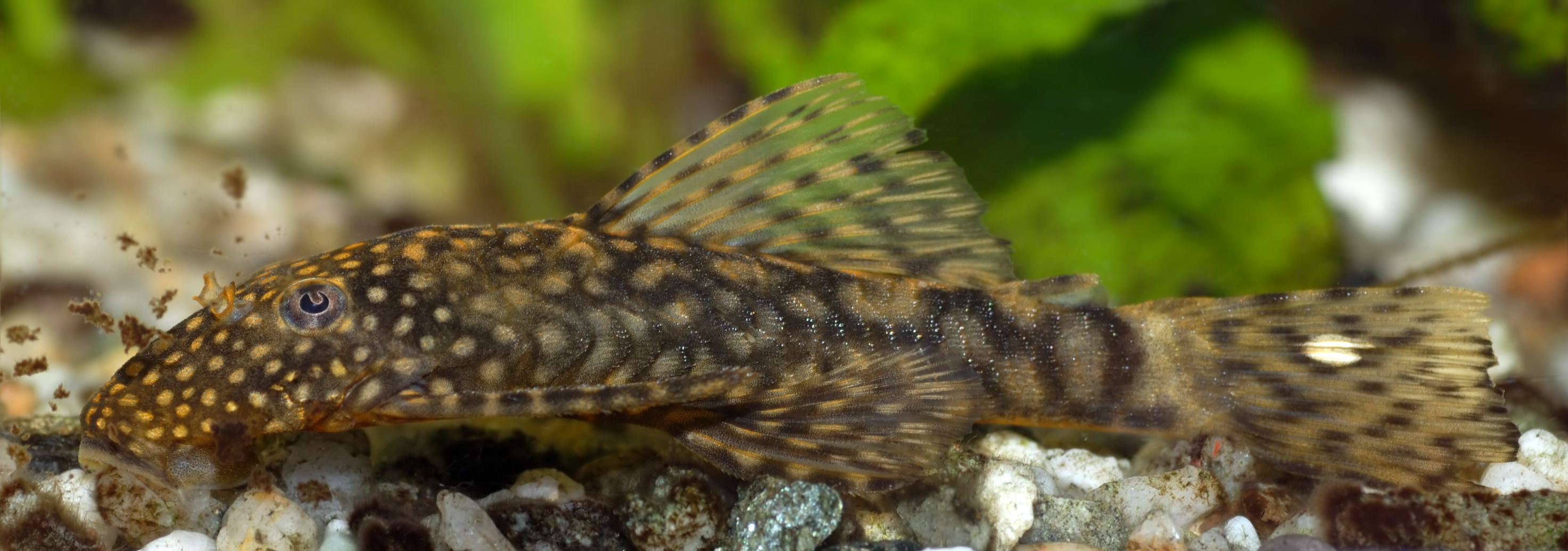
Zbrojnik niebieski (Ancistrus dolichopterus)

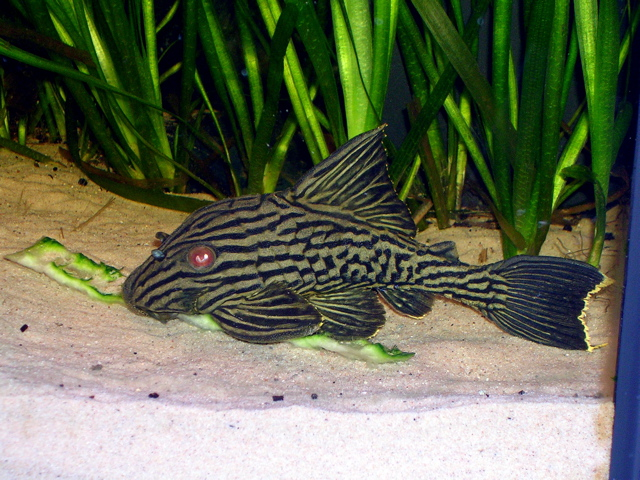
Zbrojnik czarnopasy (Panaque nigrolineatus)

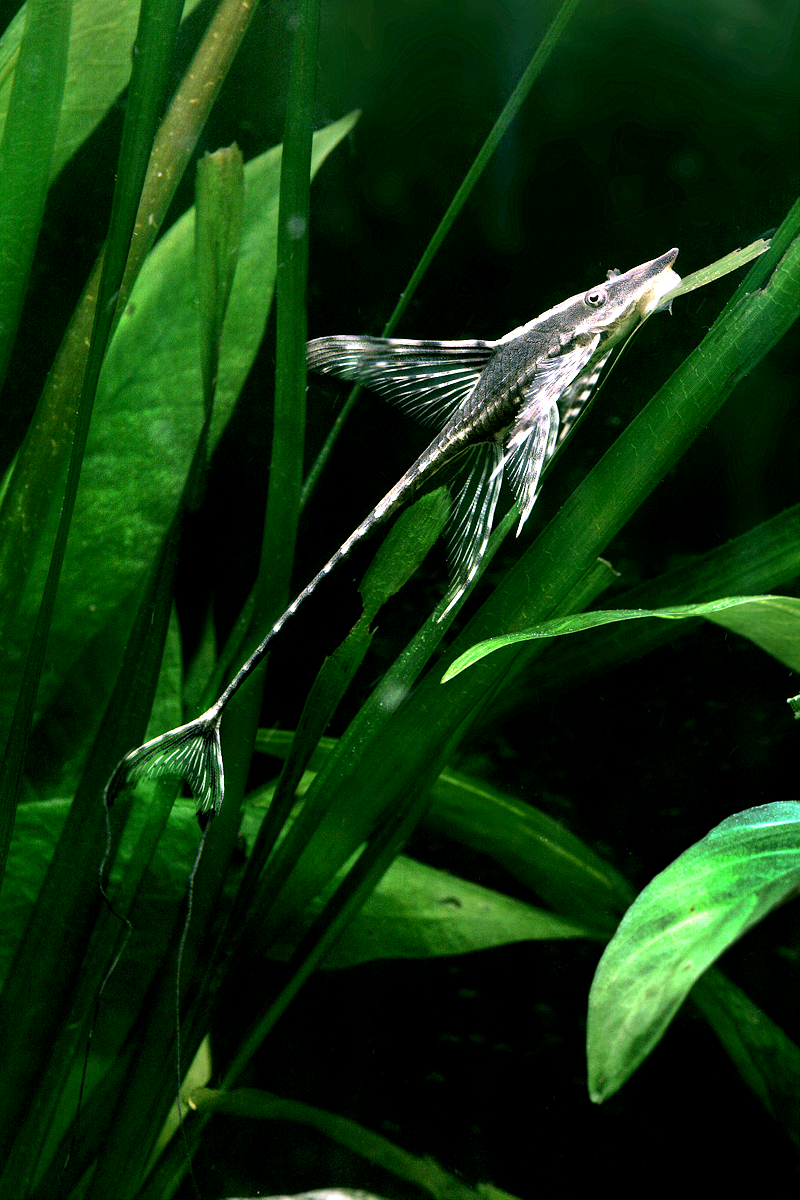
Sturisoma złocista (Sturisoma aureum)

## Systematyka
Filogeneza tej grupy ryb nie została do końca wyjaśniona. Większość badaczy uznaje sumokształtne za takson siostrzany dla Gymnotiformes, choć badania molekularne wskazują na bliższe pokrewieństwo z kąsaczokształtnymi (Characiformes). Ciągle odkrywane są nowe gatunki. Dla odkrytego pod koniec XX w. Lacantunia enigmatica utworzono w 2005 nową rodzinę Lacantuniidae. Na podstawie analiz morfologicznych oraz molekularnych przyjmuje się następującą klasyfikację sumokształtnych (kolejność filogenetyczna) :
Incertae sedis:
- †Andinichthyidae Gayet, 1988

Diplomystoidei:
- †Bachmanniidae Azpelicueta & Cione, 2011
- Diplomystidae C.H. Eigenmann, 1890

Hypsidoroidei:
- Hypsidoroidea

- †Hypsidoridae Grande, 1987

- Cetopsoidea

- Cetopsidae Bleeker, 1858

Loricarioidei:
- Trichomycteridae Bleeker, 1858
- Nematogenyidae C.H. Eigenmann, 1927
- Callichthyidae Bonaparte, 1838 – kiryskowate
- Scoloplacidae Bailey & Baskin, 1976
- Astroblepidae Bleeker, 1862
- Loricariidae Rafinesque, 1815 – zbrojnikowate

Siluroidei:
- Siluroidea

- Siluridae G. Cuvier, 1816 – sumowate
- Austroglanididae T. P. Mo, 1991
- Pangasiidae Bleeker, 1862
- Chacidae Bleeker, 1858
- Plotosidae Bleeker, 1858 – plotosowate
- Ritidae Ng, 2003
- Ailiidae Bleeker, 1858
- Horabagridae de Pinna, 1993
- Bagridae Bleeker, 1858 – bagrowate

- Sisoroidea:

- Akysidae Gill, 1861
- Amblycipitidae Day, 1873
- Sisoridae Bleeker, 1858
- Erethistidae Bleeker, 1862
- Amphiliidae Regan, 1911
- Malapteruridae Bleeker, 1858 – sumy elektryczne
- Mochokidae Jordan, 1923 – pierzastowąsowate
- Schilbidae Bleeker, 1858
- Auchenoglanididae Jayaram, 1966
- Claroteidae Bleeker, 1862
- Lacantuniidae Rodiles-Hernández, Hendrickson & Lundberg, 2005

- Clarioidea:

- Clariidae Bonaparte, 1846 – długowąsowate
- Heteropneustidae J. P. Müller, 1840

- Arioidea:

- Anchariidae Glaw & Vences, 1994
- Ariidae L.S. Berg, 1858 – ariusowate

- Doradoidea:

- Aspredinidae A. Adams, 1854
- Doradidae Bleeker, 1858 – kirysowate
- Auchenipteridae Bleeker, 1862

- Ictaluroidea:

- Cranoglanididae G. S. Myers, 1931
- Ictaluridae T. N. Gill, 1861 – sumikowate

- Pimelodoidea:

- Heptapteridae T. N. Gill, 1861
- Pimelodidae Swaison, 1838 – mandiowate
- Pseudopimelodidae Fernández-Yépez & Antón, 1966